# لجنة ولاية نيفادا الرياضية
لجنة ولاية نيفادا الرياضية (بالإنجليزية: Nevada State Athletic Commission)‏ يُنظم جميع المسابقات والمعارض الخاصة بالقتال غير المسلح داخل ولاية نيفادا، بما في ذلك الترخيص والإشراف على المنظمين والملاكمين والكيك بوكسرز ومقاتلي فنون القتال المختلطة ومسؤولي الحلبة والمديرين وصناع المباريات. اللجنة هي السلطة النهائية في مسائل الترخيص، ولديها القدرة على الموافقة على جميع تراخيص القتال غير المسلح أو رفضها أو إلغاؤها أو تعليقها.